# Nazionale maschile under 21 di football americano del Cile
La nazionale Under-21 di football americano del Cile è la selezione maschile di football americano della FEDFACH che rappresenta il Cile nelle varie competizioni ufficiali o amichevoli riservate a squadre nazionali Under-21.

## Dettaglio stagioni

### Tornei

#### Pacífico-Atlántico Bowl
| Stagione | regular season | regular season | regular season | regular season | regular season | regular season | playoff | playoff | playoff | playoff | playoff | playoff | playoff   |            |
|          | Vin            | Par            | Per            | Tot            | PF             | PS             | Vin     | Par     | Per     | Tot     | PF      | PS      | risultato | avversaria |
| -------- | -------------- | -------------- | -------------- | -------------- | -------------- | -------------- | ------- | ------- | ------- | ------- | ------- | ------- | --------- | ---------- |
| 2011     |                |                |                |                |                |                | 0       | 0       | 1       | 1       | 14      | 21      | Secondi   | Uruguay    |
| 2012     |                |                |                |                |                |                | 0       | 0       | 1       | 1       | 6       | 16      | Secondi   | Uruguay    |
|          |                |                |                |                |                |                |         |         |         |         |         |         |           |            |
| Totale   |                |                |                |                |                |                | 0       | 0       | 2       | 2       | 20      | 37      |           |            |

#### Tazón de los Libertadores
| Stagione | regular season | regular season | regular season | regular season | regular season | regular season | playoff | playoff | playoff | playoff | playoff | playoff | playoff   |            |
|          | Vin            | Par            | Per            | Tot            | PF             | PS             | Vin     | Par     | Per     | Tot     | PF      | PS      | risultato | avversaria |
| -------- | -------------- | -------------- | -------------- | -------------- | -------------- | -------------- | ------- | ------- | ------- | ------- | ------- | ------- | --------- | ---------- |
| 2015     |                |                |                |                |                |                | 1       | 0       | 0       | 1       | 13      | 6       | Campioni  | Argentina  |
|          |                |                |                |                |                |                |         |         |         |         |         |         |           |            |
| Totale   |                |                |                |                |                |                | 1       | 0       | 0       | 1       | 13      | 6       |           |            |

### Riepilogo partite disputate
| Anno             | Luogo             | Evento                     | Fase del torneo | Incontro         | Risultato |
| 23 aprile 2011   | Montevideo        | Pacífico-Atlántico Bowl I  |                 | Uruguay - Cile   | 21 - 14   |
| 16 novembre 2012 | Maipú             | Pacífico-Atlántico Bowl II |                 | Cile - Uruguay   | 6 - 16    |
| 19 dicembre 2015 | Santiago del Cile | Tazón de los Libertadores  |                 | Cile - Argentina | 13 - 6    |

## Confronti con le altre Nazionali
Questi sono i saldi del Cile nei confronti delle Nazionali incontrate.

### Saldo positivo
| Nazionale | Giocate | Vinte | Pareggiate | Perse | PF | PS | Ultima vittoria | Ultimo pari | Ultima sconfitta |
| --------- | ------- | ----- | ---------- | ----- | -- | -- | --------------- | ----------- | ---------------- |
| Argentina | 1       | 1     | 0          | 0     | 13 | 6  | 2015            | -           | -                |

### Saldo negativo
| Nazionale | Giocate | Vinte | Pareggiate | Perse | PF | PS | Ultima vittoria | Ultimo pari | Ultima sconfitta |
| --------- | ------- | ----- | ---------- | ----- | -- | -- | --------------- | ----------- | ---------------- |
| Uruguay   | 2       | 0     | 0          | 2     | 20 | 37 | -               | -           | 2012             |